# Six by Seven
Six by Seven, également stylisé SIX.BY SEVEN, six.by seven, ou six.byseven, est un groupe de rock indépendant britannique, originaire de Nottingham, en Angleterre.

## Biographie

### Première période
Le groupe se forme en 1996 sur les cendres de Friends of..., un groupe formé en 1992. Six by Seven est composé à l'origine de Chris Olley au chant et à la guitare, de James Flower aux claviers, de Sam Hempton à la guitare, de Paul Douglas à la guitare basse de Chris Davis à la batterie. Le groupe publie deux premiers singles en 1997 European Me et 88-92-96. L'année suivante voit la publication de leur premier album intitulé The Things We Make sur le label Mantra, une subdivision du label Beggars Banquet.
À la suite de cette sortie le groupe se produit sur de nombreuses scènes, dont au festival La Route du Rock à Saint-Malo et tourne avec Placebo, The Dandy Warhols, Ash ou les Manic Street Preachers. Ils enregistrent la première Peel Session d'une série de cinq au long de leur carrière pour le présentateur John Peel sur BBC Radio 1. Leur deuxième album The Closer You Get est publié en 2000,,. Le guitariste Sam Hempton quitte le groupe peu après.
Un troisième album intitulé The Way I Feel Today sort en 2002,, et c'est au tour du bassiste Paul Douglas de quitter le groupe. 2004 voit la publication de 04, accompagné de la sortie plus confidentielle de Left Luggage At The Peveril Hotel, une compilation de raretés. Le groupe, devenu trio, publie en 2005 l'album Artists Cannibals Poets Thieves. Les années suivantes voient la publication via internet de compilations et d'enregistrements inédits, le groupe se séparant et se reformant régulièrement (le batteur Chris Davis s'en va en 2006 pour fonder son propre groupe Spotlight Kid).

### Retour
En 2012, le groupe revient, avec, comme nouveau batteur Steve Hewitt l'ancien batteur de Placebo. Un nouvel album qui s'intitule Love and Peace and Sympathy est publié au mois de juillet 2013.
Avec un autre concert de Six by Seven prévu pour octobre 2017, Chris Olley veut reformer et restructurer de nouveau le groupe uniquement pour la scène.

## Discographie

### Compilations
- 2004 : Left Luggage at the Peveril Hotel
- 2006 : Club Sandwich at the Peveril Hotel
- 2008 : Any Colour So Long as It's Black (All the Way from Forest Fields and Back...)[13]

### Singles et EP
- 1997 : European Me
- 1997 : 88-92-96
- 1998 : Candlelight
- 1998 : For You
- 1998 : European Me EP
- 1999 : Two and a Half Days in Love with You EP
- 1999 : Ten Places to Die
- 2000 : New Year
- 2000 : Eat Junk Become Junk
- 2002 : So Close
- 2002 : I O U Love
- 2002 : All My New Best Friends
- 2003 : Bochum (Light Up My Life)
- 2003 : Bring Down the Government
- 2004 : Ready for You Now
- 2004 : Catch the Rain
- 2004 : Ocean/Clouds[13]